# Leichtathletik-Weltmeisterschaften 2023/Teilnehmer (Hongkong)
| Goldmedaillen | Silbermedaillen | Bronzemedaillen |
| ------------- | --------------- | --------------- |
| —             | —               | —               |

Hongkong nimmt an den Leichtathletik-Weltmeisterschaften 2023 in Budapest mit einem Athleten teil.

## Ergebnisse

### Männer

#### Sprung
| Athlet        | Disziplin  | Qualifikation | Qualifikation | Finale | Finale |
| Athlet        | Disziplin  | Weite         | Platz         | Weite  | Platz  |
| ------------- | ---------- | ------------- | ------------- | ------ | ------ |
| Ming Tai Chan | Weitsprung | 7,60 m        | 27            | DNQ    | DNQ    |